# 阿曼吐尔
阿曼吐尔·巴依札科夫（1919年—1983年），男，柯尔克孜族，新疆特克斯人，中华人民共和国诗人、社会活动家、政治人物，曾任新疆维吾尔自治区人大常委会副主任，新疆医学院院长。